# Rodrigo Pinto
Rodrigo do Nascimento Pinto, anche noto come Rivaldo (Vitória, 20 febbraio 1980), è un pallavolista brasiliano.
Gioca nel ruolo di opposto.

## Carriera
Schiacciatore brasiliano, dopo aver giocato in Brasile e Giappone, debuttò nella Serie A1 italiana nelle file della Framasil Pineto, nella stagione 2008-09. All'esordio nel campionato segnò il record stagionale di marcature in A1 con 495 punti.
Ha militato nella Prisma Taranto.

## Palmarès

### Club
- Campionato brasiliano: 1

2004-05
- Campionato giapponese: 1

2005-06
- Campionato Mineiro: 3

1998, 1999, 2000
- Campionato Carioca: 2

1999, 2000
- Campionato Paulista: 1

2002, 2004
- Campionato Catarinense: 1

2011

### Nazionale (competizioni minori)
- Campionato sudamericano Under-21 1998

### Premi individuali
- 2006 - V.League: Sestetto ideale
- 2009 - Gazzetta dello Sport: Trofeo Gazzetta MVP della Regular Season del campionato italiano
- 2009 - Serie A1: Miglior realizzatore
- 2009 - Serie A1: Miglior attaccante[2]